# Acilacris obovatus
Acilacris obovatus är en insektsart som beskrevs av Naskrecki 1996. Acilacris obovatus ingår i släktet Acilacris och familjen vårtbitare. Inga underarter finns listade i Catalogue of Life.